# Sát thủ John Wick: Phần 3 – Chuẩn bị chiến tranh
Sát thủ John Wick: Phần 3 – Chuẩn bị chiến tranh  (tựa tiếng Anh: John Wick: Chapter 3 – Parabellum) là một bộ phim hành động tội phạm Mỹ năm 2019, với sự tham gia diễn xuất của Keanu Reeves trong vai nhân vật chính trong phần ba của loạt phim Sát thủ John Wick, sau Sát thủ John Wick (2014) và Sát thủ John Wick: Phần 2 (2017). Phim do Chad Stahelski đạo diễn, với phần kịch bản được viết bởi Derek Kolstad, Shay Hatten, Chris Collins và Marc Abrams, dựa trên cốt truyện gốc của Kolstad. Ngoài ra tác phẩm cũng có sự góp mặt của Halle Berry, Laurence Fishburne, Mark Dacascos, Asia Kate Dillon, Lance Reddick, Anjelica Huston, cùng Ian McShane.
Dự án phần ba của Sát thủ John Wick được công bố vào tháng 6 năm 2017. Phần lớn thông tin về diễn viên và đoàn làm phim được xác nhận vào tháng 2 năm 2018, trong khi đó các diễn viên mới tham gia được xác nhận vào tháng 5 cùng năm. Phim được bấm máy vào tháng 5 và kéo dài đến tháng 11 năm 2019 tại thành phố New York, Montreal và Morocco.
Sát thủ John Wick: Phần 3 – Chuẩn bị chiến tranh được hãng Summit Entertainment khởi chiếu tại Mỹ, Việt Nam cùng nhiều quốc gia khác vào ngày 17 tháng 5 năm 2019. Phim đã thu về được hơn 320 triệu đôla trên toàn thế giới, vượt qua cả tổng doanh thu của hai phần phim trước và nhận được nhiều đánh giá tích cực từ các nhà phê bình điện ảnh, khen ngợi phần chỉ đạo hành động xuất sắc, phần hình ảnh trong phim cũng như diễn xuất của Reeves. Phần tiếp theo là Sát thủ John Wick: Phần 4, dự kiến sẽ được công chiếu tại các rạp vào 24 tháng 3, 2023.

## Nội dung
Chưa đầy một giờ sau khi kết thúc phần phim trước, cựu sát thủ John Wick hiện đang bị truy sát và phải chạy trốn ở Manhattan. Sau vụ giết chết trùm mafia Santino D'Antonio tại khách sạn Continental New York, John bị tuyên án "Trừ khử" và bị treo thưởng 14 triệu đôla. Trên đường tẩu thoát khỏi những kẻ muốn giết mình, John ghé vào Thư viện Công cộng New York để lấy một sợi dây chuyền hình thánh giá và một huyết ấn. Anh đã chiến đấu căng thẳng, tiêu diệt nhiều sát thủ quanh vùng này cho đến khi gặp lại Director, một người đàn bà anh quen biết trong quá khứ, và bà đang điều hành trường đào tạo sát thủ dưới vỏ bọc một nhà hát. Bà chấp nhận sợi dây chuyền thánh giá và cho John một chuyến đi an toàn đến Casablanca, Morocco, cho thấy rằng anh đã sử dụng hết tất cả đặc ân của mình. Trong khi đó, Adjudicator - người phán xử của Hội đồng Tối cao gặp Winston, quản lý của khách sạn Continental, và Vua Ăn Mày, thủ lĩnh của một mạng lưới tình báo ăn mày. Adjudicator chỉ trích cả hai vì đã giúp John Wick giết Santino D'Antonio, và cả hai được cho bảy ngày để rời khỏi nơi ở hoặc đối mặt với hậu quả nghiêm trọng.
Tại Casablanca, John gặp Sofia - một người bạn cũ và cũng là quản lý của chi nhánh khách sạn Continental Casablanca. Anh đưa ra huyết ấn của mình và yêu cầu Sofia đền đáp nó bằng cách đưa anh đến chỗ Elder, vị lãnh đạo cao cấp của Hội đồng Tối cao, để anh có thể xin rút lại lệnh "Trừ khử". Sofia đưa John đến gặp một sát thủ tên Berrada, nhờ đó John biết rằng mình phải đi qua sa mạc liên tục cho đến khi kiệt sức thì mới có thể tìm thấy Elder. Để đổi lấy thông tin này, Berrada yêu cầu Sofia cho hắn một trong hai con chó của cô. Khi Sofia từ chối, hắn bắn con chó, nhưng may mắn nó đã được mặc áo chống đạn. Để trả thù, Sofia bắn Berrada, cả hai chiến đấu để thoát khỏi thành lũy và chạy vào sa mạc.
Hoàn thành việc đền đáp huyết ấn của mình, Sofia bỏ John lại giữa sa mạc. Anh đi lang thang cho đến khi kiệt sức nhưng đúng lúc đó thuộc hạ của Elder xuất hiện và đưa anh đến chỗ Elder. John giải thích hành động của mình, nói rằng mình rất muốn sống để nhớ mãi những kỷ niệm đẹp về tình yêu hạnh phúc anh từng có với người vợ Helen. Elder đồng ý tha thứ cho John nhưng với điều kiện anh phải giết chết Winston và tiếp tục làm việc cho Hội đồng Tối cao đến suốt đời. Để chấp nhận cam kết, John chặt ngón tay đeo nhẫn của mình và đưa chiếc nhẫn cưới cho Elder.
Adjudicator bắt đầu tuyển mộ tên sát thủ người Nhật Zero cùng các đệ tử của hắn để thi hành quyết định của Hội đồng Tối cao. Với sự giúp đỡ của Zero, Adjudicator đã trừng phạt Director và Vua Ăn Mày. Director bị đâm vào hai bàn tay, còn Vua Ăn Mày bị chém bảy nhát vào người. John trở về thành phố New York và bị nhóm của Zero truy đuổi, nhưng anh chạy thoát đến khách sạn Continental. Zero sắp giết được John, nhưng bị ngăn cản khi cả hai đến trước cửa khách sạn Continental. Ở đó Zero đã tiết lộ hắn là một người rất hâm mộ John nhưng những gì hắn nói lại chẳng làm John bận tâm. John đến gặp Winston, ông khuyên John đừng nên chết với tư cách một sát thủ mà hãy là một người đàn ông với đầy tình yêu dành cho người vợ Helen.
Adjudicator đến, Winston quyết định từ chối rời bỏ chức vụ của mình, còn John thì từ chối giết Winston. Kết quả là Adjudicator cho đóng cửa khách sạn Continental, thu hồi trạng thái "vùng trung lập" của nó, rồi gọi điện cho nhóm của Zero cùng đội lính vũ trang từ Hội đồng Tối cao đến để thực thi mệnh lệnh. Với sự giúp đỡ của hướng dẫn viên Charon, John đã bảo vệ khách sạn Continental khỏi những binh lính thi hành lệnh trừng phạt. Lúc đầu, binh lính dễ dàng giết chết hầu hết nhân viên khách sạn, nhưng sau đó John và Charon đã giết được chúng bằng đạn súng shotgun xuyên giáp. John sau đó bị Zero và các đệ tử của hắn phục kích. John hạ gục tất cả đệ tử của Zero rồi làm Zero bị trọng thương.
Adjudicator đàm phán với Winston, giải thích rằng cuộc tấn công vừa rồi chỉ là sự khởi đầu. Khi John xuất hiện, Adjudicator cho rằng anh là mối đe dọa lớn, vì vậy Winston đã bắn nhiều phát vào người John khiến anh rơi khỏi nóc khách sạn. Cuối cùng, khách sạn Continental được hoạt động trở lại, nhưng Adjudicator thông báo với Winston rằng người của ả không tìm thấy xác của John. Thật ra John đã được đưa đến chỗ Vua Ăn Mày, người đang mang nhiều vết sẹo. Vua Ăn Mày nói rằng không thể trách Winston đồng thời tiết lộ ông căm thù Hội đồng Tối cao và dự định chiến đấu chống lại chúng. Ông hỏi John có cảm thấy bực bội giống mình không, sau đó John trả lời "Ừ".

## Diễn viên
- Keanu Reeves trong vai John Wick / Jardani Jovanovich, một cựu sát thủ đang chạy trốn sau khi bị treo thưởng 14 triệu đôla.
- Ian McShane trong vai Winston, quản lý của khách sạn Continental ở New York.
- Halle Berry trong vai Sofia, nữ sát thủ yêu động vật và là đồng minh của John Wick.
- Laurence Fishburne trong vai Vua Ăn Mày, ông trùm của thế giới ngầm sở hữu mạng lưới tình báo ăn mày rộng lớn.
- Mark Dacascos trong vai Zero, một sát thủ người Nhật, kẻ thù chính của John Wick.
- Anjelica Huston trong vai Director, thành viên của Hội đồng Tối cao và cũng là người đứng ra bảo lãnh an toàn cho John Wick.
- Asia Kate Dillon trong vai Adjudicator, người phán xử của Hội đồng Tối cao.
- Lance Reddick trong vai Charon, hướng dẫn viên tại khách sạn Continental New York.
- Saïd Taghmaoui trong vai Elder, người đứng đầu Hội đồng Tối cao.
- Cecep Arif Rahman trong vai Shinobi #1, đệ tử của Zero.
- Yayan Ruhian trong vai Shinobi #2, đệ tử của Zero.
- Boban Marjanović trong vai Ernest, một sát thủ có chiều cao 2,21m.
- Jason Mantzoukas trong vai Tick Tock Man, một sát thủ thuộc mạng lưới của Vua Ăn Mày.
- Randall Duk Kim trong vai Bác sĩ
- Jerome Flynn trong vai Berrada
- Roger Yuan trong vai Huang

## Công chiếu
Sát thủ John Wick: Phần 3 - Chuẩn bị chiến tranh được công chiếu tại Brooklyn, New York vào ngày 9 tháng 5 năm 2019. Sau đó, bộ phim được công chiếu trên toàn thế giới vào ngày 17 tháng 5, 2019 bởi hãng Lionsgate và Summit Entertainment. Phim được phát hành trên Digital HD vào ngày 23 tháng 8 năm 2019 và được phát hành trên DVD, Bluray và 4K Ultra HD vào ngày 10 tháng 9 năm 2019.

## Tiếp nhận

### Doanh thu
Kể từ ngày 13 tháng 6 năm 2019, Sát thủ John Wick: Phần 3 - Chuẩn bị chiến tranh đã thu được 142,5 triệu đôla tại Hoa Kỳ và Canada và 115,8 triệu đôla ở các lãnh thổ khác, với tổng doanh thu trên toàn thế giới là 258,4 triệu đôla.
Tại Hoa Kỳ và Canada, Sát thủ John Wick: Phần 3 - Chuẩn bị chiến tranh được phát hành cùng với A Dog's Journey, Mặt Trời cũng là một vì sao và ban đầu được dự kiến sẽ thu về 30-40 triệu đôla từ 3,850 rạp vào cuối tuần ra mắt. Bộ phim đã thu về được 5,9 triệu đôla từ các buổi chiếu tối thứ năm, nhiều hơn tổng số các buổi chiếu tối thứ năm của hai bộ phim trước đó (950.000 đôla và 2,2 triệu đôla). Sau đó, nó đã kiếm được 22,7 triệu đôla trong ngày đầu tiên (bao gồm cả xem trước), tăng tổng doanh thu dự kiến lên 56 triệu đôla. Phim tiếp tục ra mắt ở mức 57 triệu đôla, trở thành bộ phim đầu tiên soán ngôi Avengers: Endgame về doanh thu phòng vé. Đó là phần mở đầu hay nhất của loạt phim, và hơn cả phần phim đầu tiên (43 triệu đôla). Vào cuối tuần thứ hai, bộ phim đã thu về được 24,4 triệu đôla, đứng thứ hai sau Aladdin, và sau đó thu về được 11,1 triệu đôla trong tuần thứ ba.

### Phản hồi quan trọng
Trên trang tổng hợp đánh giá Rotten Tomatoes, bộ phim giữ tỷ lệ phê duyệt 90% dựa trên 296 đánh giá, với điểm số trung bình là 7,47/10. Trên Metacritic, bộ phim có điểm trung bình là 73/100, dựa trên 50 nhà phê bình, cho thấy "đánh giá chung thuận lợi". Khán giả được bình chọn bởi CinemaScore đã cho bộ phim đạt điểm trung bình "A" theo thang điểm từ A+ đến F, giống như phần phim trước của nó, trong khi những người ở PostTrak cho nó 4,5/5 sao và tỷ lệ đánh giá là 75%.

## Giải thưởng
| Giải thưởng  | Hạng mục                               | Người nhận   | Kết quả |
| ------------ | -------------------------------------- | ------------ | ------- |
| Giải Sao Thổ | Phim hành động hoặc phiêu lưu hay nhất |              | Đề cử   |
| Giải Sao Thổ | Nam diễn viên chính xuất sắc nhất      | Keanu Reeves | Đề cử   |
| Giải Sao Thổ | Dựng phim xuất sắc nhất                | Evan Schiff  | Đề cử   |

## Phần tiếp theo
Ngày 20 tháng 5 năm 2019, sau thành công của John Wick 3 thì John Wick 4 được dự kiến ra rạp vào ngày 21 tháng 5 năm 2021. Bộ phim này đã được công chiếu cùng với phim The Matrix Resurrections, cũng tham gia diễn xuất của Keanu Reeves. Tuy nhiên, vào 1 tháng 5 năm 2020, do dịch bệnh Covid-19 gây ảnh hưởng lớn tới quá trình làm phim bom tấn này nên bộ phim này đã được dời lịch công chiếu sang ngày 24 tháng 3 năm 2023 (tức là gần muộn hơn hai năm so với kế hoạch ban đầu).